# ブラ圏
ブラ圏（ブラけん、フランス語：Cercle de Bla）は、マリ共和国の地方行政区画でセグー州を構成する圏のひとつ。行政の中心地はブラにおかれる。下級単位のコミューンは17団体あり、2009年の統計で人口は283,663人を数える。

## コミューン
ブラ圏には以下のコミューンがある。
- ベグエネ（fr:Beguené）
- ブラ (マリ共和国)（fr:Bla）
- ディアラマナ（fr:Diaramana）
- ディエナ（fr:Diena）
- ドゥーゴーオロ（fr:Dougouolo）
- ファロ (マリ共和国)（fr:Falo）
- ファニ (マリ共和国)（fr:Fani (Mali)）
- カザンガッソ（fr:Kazangasso）
- ケメニ（fr:Kemeni）
- クーロドゥーグー（fr:Korodougou）
- クーランドゥーグー（fr:Koulandougou）
- ニアラ (マリ共和国)（fr:Niala）
- サマボゴ（fr:Samabogo）
- ソマッソ（fr:Somasso）
- ティメナ（fr:Tiemena）
- トーナ（fr:Touna）
- ヤンガッソ（fr:Yangasso）